# 塔馬烏
塔馬烏（西班牙語：Tamahú），是危地馬拉的城鎮，位於該國北部，由上維拉帕斯省負責管轄，始建於1574年，面積112平方公里，海拔高度1,406米，2002年人口12,685，人口密度每平方公里113人。
15°20′N 90°10′W / 15.333°N 90.167°W